# Бібі-Ка-Макбара

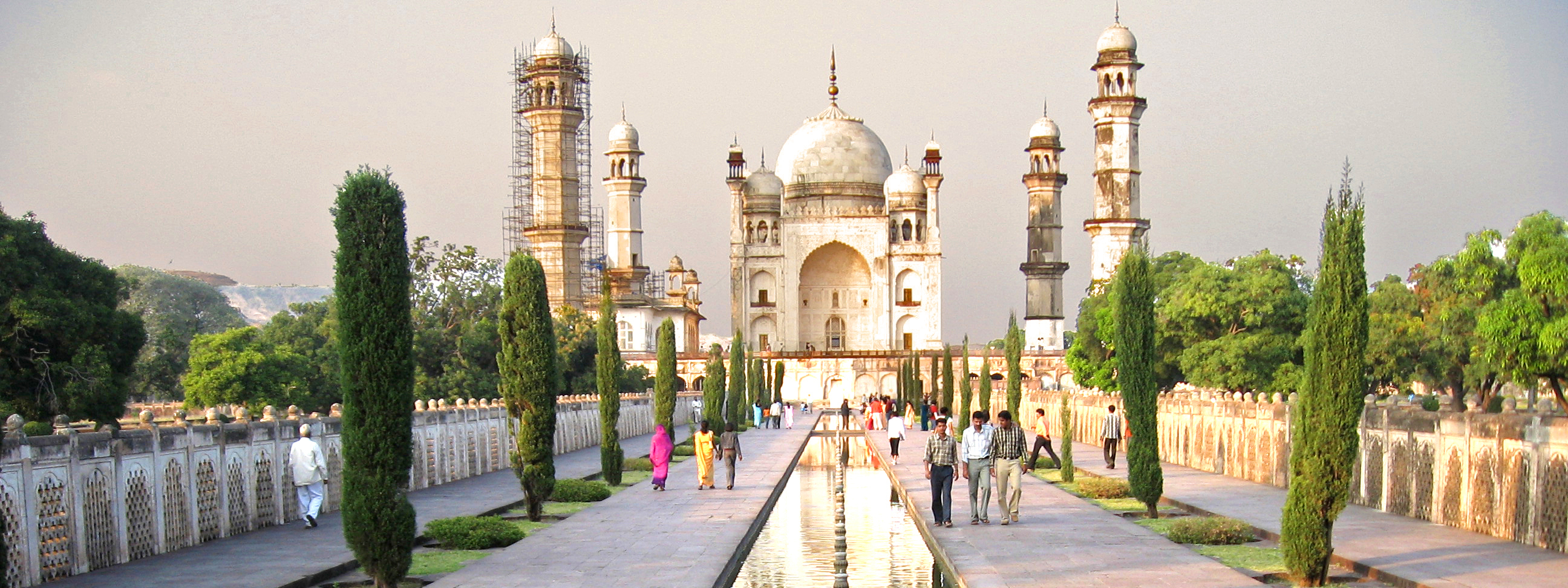
Бібі-Ка-Макбара

Бібі-Ка-Макбара (маратхі बीबी का मकबरा) — мавзолей, побудований наприкінці XVII століття останнім з Великих Моголів Аурангзебом в пам'ять своєї дружини Рабії уд-Дуррані або його сином Мухаммадом Азам-шахом на честь матері. Розташований на північно-західній околиці Аурангабада. Відомий як «Тадж-Махал для бідних», оскільки поступається за розмірами і пишністю Тадж-Махалу, за зразком якого був побудований.
В історії архітектури він демонструє загальний перехід від пишних і величезних будівель часів ранніх Моголів до більш стриманих будов пізніх Моголів.